# مثنوي الماء

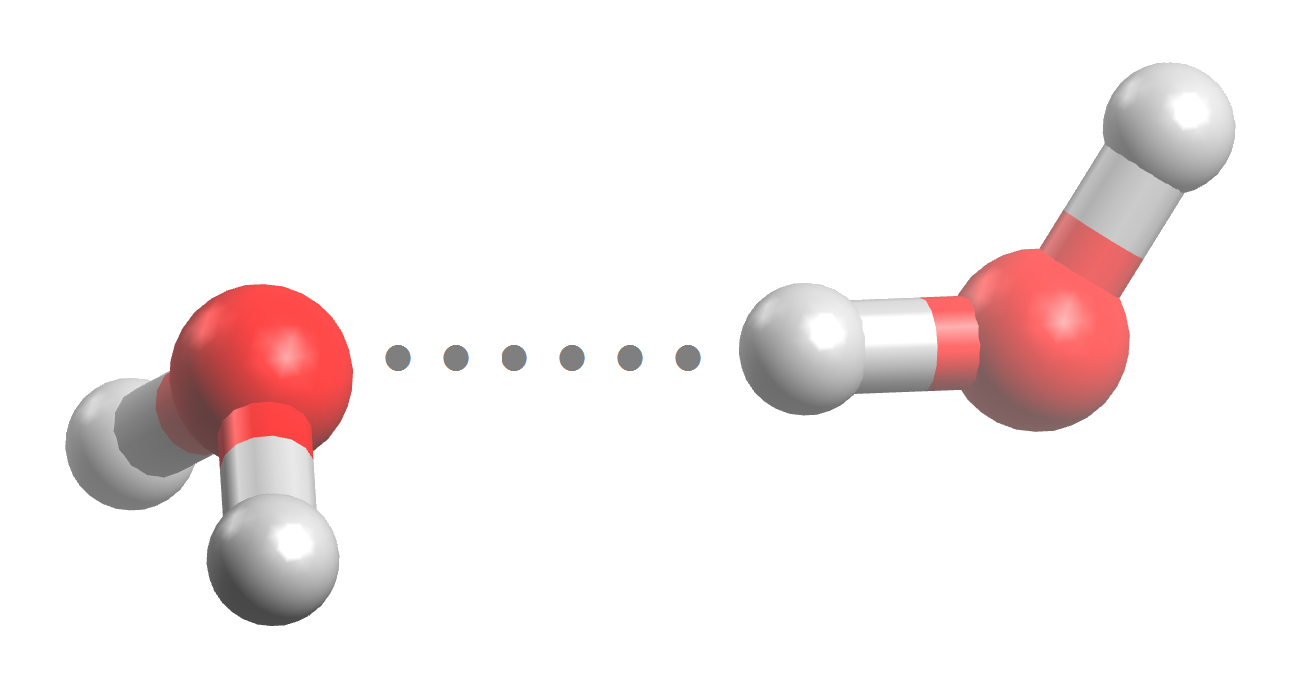

مثنوي الماء خافتة الماء هو جسيم يتكون من جزيئين ماء يرتبطان بينهما برابطة هيدروجينية وهو بالمناسبة أصغر نموذج للتجمعات التي تحصل بين جزيئات الماء المتشابهة، ويمكن من خلال هذا الجزيء قياس قوة الرابطة الهيدروجينية بين جزيئات الماء ودارستها، ولقد كان هذا الجسيم محل أنظار العديد من الدراسات النظرية والتطبيقية لأنه يمثل أبسط تجمع لجزيئات الماء مع بعضها البعض وقد سميت هذه الدراسات والنظريات فيما بعد بنظرية سبيكة قني (قني مسمى لعملة بريطانية سميت تلك النظريات والدراسات بسبيكة قني لأهميتها).

## التركيب والخصائص
يمكن تقدير قوة الرابطة الهيدروجينية بين جزيئين من جزيئات الماء بطاقة قدرها من خمسة إلى ستة كيلو كالورى لكل مول، وعلى الرغم من ذلك فقد تم الحصول على قيم في تجارب أخرى تتراوح بين ثلاثة وثمانية و تعتمد قيمة هذه القيم على الأسلوب المتبع للقياس ونوع الأجهزة المستخدمة.
في النتيجة النهائية، تكون طاقة التفكك الفعلي الأكثر احتمالا هي ثلاثة فاصلة أربعة كيلو كالورى لكل مول 
و تقاس تجريبيًا المسافة بين ذرتي الأكسجين في الحالة الاهتزازية لهما بـ 2.98 انجستروم، الرابطة الهيدروجينية في هذه الحالة تتشكل تقريبًا ولكن الزاوية مع السطح المستوي للجزيء المتقبل تكون حوالي 57 درجة.
تعرف الحالة الأرضية الاهتزازية بخافتة المياه الخطية وهناك بعض الأشكال الأخرى مثل الخافتة الدورية والخافتة الانقسامية.
كانت أول نظرية لحساب خافتة المياه قد نشرت في عام 1968م من قبل موراكوما وبدرسين. وكانت خافتة المياه منذ ذلك الوقت موضع اهتمام مستمر من قبل الكيميائيين النظريين المعنيين بالرابطة الهيدروجينية.
و خافتة المياه موضوع شيق ومهم في الكيمياء الفيزيائية بشكل عام لعدة أسباب، فيعتقد أن هذه الخافتة تلعب دورًا مهمًا في العديد من عمليات الغلاف الجوي بما في ذلك تشكيل الأمطار الحمضية وامتصاص أشعة الشمس الزائدة وتكثيف قطرات الماء والتفاعلات الكيميائية. بالإضافة إلى ذلك يعتقد أن الفهم الكامل للخافتة يلعب دورًا رئيسيُا في فهم أكثر شمولاً للرابطة الهيدروجينية لأشكال الماء السائلة والصلبة.